# Reparació
En dret civil, la reparació és l'obligació que s'imposa a la persona o la persona jurídica que ha causat un dany, de restablir l'equilibri patrimonial trencat, restituint la cosa, complint una obligació o pagant una indemnització. La regulació legal està construïda sobre la base d'un principi fonamental: la reparació íntegra del dany. És una implicació de la responsabilitat civil per qualsevol dany causat, sigui o no la conseqüència d'un delicte o falta.
La principal diferència entre pena (dret penal) i responsabilitat civil (dret civil) és que la primera pressuposa la culpabilitat, i la segona, en canvi, només té com a pressupòsit l'existència d'un dany rescabalable causat per un fet antijurídic. La pena s'orienta a la prevenció, i la sanció civil s'orienta a la reparació. La pena és la resposta a la culpabilitat, la reparació és la resposta a la responsabilitat civil. En un procés penal, les parts perjudicades poden exercitar l'acció civil i el ministeri fiscal ho fa ex officio excepte si la part perjudicada es reserva expressament l'acció civil per exercitar-la davant els tribunals civils.
Se l'ha de distingir també de la rehabilitació que és la reparació atorgada a una persona que ha perdut drets, graus i dignitats que van ser annul·lats per un judici davant un tribunal o per decret, així com fora de l'esfera de la justícia pública per un procediment disciplinari intern dins d'una organització (l'exèrcit, una federació esportiva o professional, un organisme polític ecc.), quan a posteriori apareixen elements nous o es constata una il·legalitat, com va ser el cas dels represaliats pel franquisme.
Un cas particular són les reparacions de guerra.